# Liste auflagenstärkster Zeitungen
Diese Liste führt die Tageszeitungen mit den höchsten Auflagen weltweit auf. Die Zahlen stammen von dem International Federation of Audit Bureaux of Circulations (IFABC), der World Association of Newspapers and News Publishers (WAN-IFRA) oder direkt von den Verlagen. Kostenlose Zeitungen sind in der Liste nicht enthalten.
Die Auflagenzahlen sind nicht immer vergleichbar, da die gemeldeten Zahlen je Kontrollinstanz nach unterschiedlichen Regeln ermittelt werden. In Deutschland ermittelt die Informationsgemeinschaft zur Feststellung der Verbreitung von Werbeträgern (IVW) die entsprechenden Auflagen und meldet die Verbreitete Auflage (also die verkaufte Auflage plus Freistücke) an die IFABC.
| Beispiel Bild (Mo-Sa) (Q4/2010) |           |
| Verkaufte Auflage               | 2.900.355 |
| Verbreitung (gemeldete Auflage) | 2.909.682 |
| Druckauflage                    | 3.715.299 |

In Österreich ermittelt der Verein Österreichische Gemeinschaft zur Feststellung der Verbreitung von Werbeträgern / Österreichische Auflagenkontrolle (ÖAK) die Daten aus der Verkauften Auflage + Selbstbedienung-Wochentage + Sonstige bezahlte Auflage + Gratisvertrieb + Auslandsauflage und meldet sie an die IFABC.
| Beispiel Krone Gesamt (Mo-Sa) (2012) |         |
| Verkaufte Auflage                    | 809.990 |
| gemeldete Auflage                    | 845.697 |
| Druckauflage                         | 916.854 |

Überdies wurden in der Vergangenheit die Angaben japanischer Verlage offen angezweifelt. Ihnen wurde vorgeworfen, ihre Zahlen künstlich hochzuhalten.
Nach Berichten der britischen Zeitung The Guardian hat auch das Wall Street Journal mit unsauberen Methoden seine Auflagenzahl künstlich hochgetrieben.

## Die 100 auflagenstärksten Zeitungen
| Zeitung                                    | Land                   | Auflage in Tausend | Auflage in Tausend | Auflage in Tausend | Auflage in Tausend | Auflage in Tausend | Auflage in Tausend | Sprache        | Eigentümer |
| Zeitung                                    | Land                   | MAX                | 2012               | 2011               | 2010               | 2009               | 2008               | Sprache        | Eigentümer |
| ------------------------------------------ | ---------------------- | ------------------ | ------------------ | ------------------ | ------------------ | ------------------ | ------------------ | -------------- | --- |
| Yomiuri Shimbun 読売新聞                   | Japan                  | 10.021             | n.a.               | 9.969              | 10.019             | 10.018             | 10.021             | Japanisch      | Yomiuri Shimbun-sha                                                                                                  |
| Asahi Shimbun 朝日新聞                     | Japan                  | 8.038              | n.a.               | 7.750              | 7.930              | 8.025              | 8.038              | Japanisch      | Asahi Shimbun-sha |
| The Times of India                         | Indien                 | 4.090              | 3.314              | 4.090              | 3.396              | 3.327              | 2.951              | Englisch       | Bennett, Coleman & Co. Ltd.                                                                                          |
| Mainichi Shimbun 毎日新聞                  | Japan                  | 3.857              | n.a.               | 3.438              | 3.551              | 3.771              | 3.857              | Japanisch      | Mainichi Shimbun-sha                                                                                                 |
| Bild                                       | Deutschland            | 3.152              | n.a.               | n.a.               | 2.910              | 3.040              | 3.152              | Deutsch        | Axel Springer SE |
| The Sun                                    | Vereinigtes Königreich | 3.096              | 2.520              | 2.770              | 2.954              | 3.030              | 3.096              | Englisch       | News International                                                                                                   |
| Nihon Keizai Shimbun 日本経済新聞          | Japan                  | 3.056              | n.a.               | 3.020              | 3.024              | 3.052              | 3.056              | Japanisch      | Nihon Keizai Shimbun-sha                                                                                             |
| Dainik Jagran                              | Indien                 | 2.796              | 2.674              | 2.662              | 2.796              | 2.384              | 2.523              | Hindi          | |
| Chūnichi Shimbun 中日新聞                  | Japan                  | 2.755              |                    |                    |                    |                    |                    | Japanisch      | Chūnichi Shimbun-sha                                                                                                 |
| Cankao Xiaoxi 参考消息                     | Volksrepublik China    | 2.751              | n.a.               | 2.450              | 2.591              | 2.701              | 2.751              | Chinesisch     | Xinhua |
| Dainik Bhaskar                             | Indien                 | 2.654              | 1.675              | 1.039              | 2.095              | 2.654              | 2.033              | Hindi          | |
| Renmin Ribao 人民日报                      | Volksrepublik China    | 2.329              | n.a.               | 2.106              | 2.316              | 2.329              | 2.315              | Chinesisch     | Kommunistische Partei Chinas                                                                                         |
| USA Today                                  | Vereinigte Staaten     | 2.261              | 1.817              | n.a.               | 1.832              | 1.912              | 2.261              | Englisch       | Gannett Company |
| Daily Mail                                 | Vereinigtes Königreich | 2.246              | 1.921              | 2.044              | 2.107              | 2.169              | 2.246              | Englisch       | Daily Mail and General Trust                                                                                         |
| Tōkyō Sports 東京スポーツ                  | Japan                  | 2.230              |                    |                    |                    |                    |                    | Japanisch      | Tōkyō Sports Shimbun-sha                                                                                             |
| Sankei Shimbun 産經新聞                    | Japan                  | 2.166              | n.a.               | 1.610              | 1.624              | 1.756              | 2.166              | Japanisch      | Sangyō Keizai Shimbun-sha                                                                                            |
| Malayala Manorama മലയാള മനോരമ                | Indien                 | 2.130              | 2.130              | 2.048              | 1.903              | 1.760              | 1.700              | Malayalam      | |
| The Wall Street Journal                    | Vereinigte Staaten     | 2.118              | 2.118              | 2.107              | 2.077              | 2.053              | 2.041              | Englisch       | News Corporation |
| Hindustan                                  | Indien                 | 1.868              | 1.844              | 1.868              | 1.699              | 1.300              | 1.036              | Hindi          | |
| Nikkan Sports 日刊スポーツ                 | Japan                  | 1.868              |                    |                    |                    |                    |                    | Japanisch      | Nikkan Sports Shimbun-sha, Nikkan Sports Shimbun Nishi-Nippon, Hokkaidō Nikkan Sports Shimbun-sha, Okinawa Times-sha |
| Yangzi Wanbao 揚子晩報                     | Volksrepublik China    | 1.810              |                    |                    |                    |                    |                    | Chinesisch     | |
| Sports Nippon スポーツニッポン             | Japan                  | 1.800              |                    |                    |                    |                    |                    | Japanisch      | Sports Nippon Shimbun-sha                                                                                            |
| Lokmat                                     | Indien                 | 1.750              | 1.525              | 1.499              | 1.750              | 1.505              | 1.368              | Marathi        | |
| Eenadu ఈనాడు                                 | Indien                 | 1.737              | 1.737              | 1.717              | 1.671              | 1.293              | 1.172              | Telugu         | |
| Amar Ujala                                 | Indien                 | 1.644              | 1.644              | 1.480              | 1.459              | 938                | 1.344              | Hindi          | |
| Daily Thanthi                              | Indien                 | 1.614              | 1.614              | 1.495              | 1.324              | 1.192              | 1.041              | Tamil          | |
| Rajasthan Patrika                          | Indien                 | 1.603              | 1.590              | 1.603              | 1.468              | 1.332              | 1.342              | Hindi          | |
| The New York Times                         | Vereinigte Staaten     | 1.587              | 1.587              | 1.034              | 914                | 983                | 1.039              | Englisch       | |
| Yukan Fuji                                 | Japan                  | 1.559              |                    |                    |                    |                    |                    | Japanisch      | Fujisankei Communications Group                                                                                      |
| The Hindu                                  | Indien                 | 1.558              | 1.558              | 1.500              | 1.515              | 1.466              | 1.453              | Englisch       | |
| Guangzhou Ribao                            | Volksrepublik China    | 1.529              | n.a.               | 1.280              | 1.402              | 1.480              | 1.529              | Chinesisch     | Guangzhou Daily Newspaper Group                                                                                      |
| Daily Sakal                                | Indien                 | 1.501              | 1.412              | 1.318              | 1.501              | 1.166              | 913                | Marathi        | |
| Information Times                          | Volksrepublik China    | 1.480              |                    |                    |                    |                    |                    | Chinesisch     | |
| Deccan Chronicle                           | Indien                 | 1.458              | n.a.               | 1.458              | 1.423              | 1.379              | 1.334              | Englisch       | |
| Sakshi                                     | Indien                 | 1.457              | 1.339              | 1.457              | 1.451              | 1.218              | n.a.               | Telugu         | |
| Daily Mirror                               | Vereinigtes Königreich | 1.451              | 1.078              | 1.154              | 1.221              | 1.314              | 1.451              | Englisch       | Trinity Mirror |
| Nanfang Dushi Bao 南方都市報               | Volksrepublik China    | 1.400              |                    |                    |                    |                    |                    | Chinesisch     | |
| Chosun Ilbo 조선일보                       | Südkorea               | 1.393              | 1.326              | 1.353              | 1.393              | n.a.               | n.a.               | Koreanisch     | Chosun Ilbo Co. |
| Yangcheng Wanbao                           | Volksrepublik China    | 1.391              | n.a.               | 1.181              | 1.240              | 1.302              | 1.391              | Chinesisch     | Yangcheng Evening News Group                                                                                         |
| Mathrubhumi                                | Indien                 | 1.387              | 1.387              | 1.275              | 1.204              | 1.172              | 1.148              | Malayalam      | |
| Dinakaran                                  | Indien                 | 1.372              | 1.267              | 1.259              | 1.372              | 1.235              | 1.041              | Tamil          | |
| Sankei Sports サンケイスポーツ             | Japan                  | 1.368              |                    |                    |                    |                    |                    | Japanisch      | Sangyō Keizai Shimbun-sha                                                                                            |
| Hindustan Times                            | Indien                 | 1.322              | 1.322              | 1.263              | 1.292              | 1.186              | 1.251              | Englisch       | |
| Anandabazar Patrika আনন্দবাজার পত্রিকা           | Indien                 | 1.278              | 1.217              | 1.249              | 1.186              | 1.172              | 1.278              | Bengali        | |
| Hokkaidō Shimbun 北海道新聞                | Japan                  | 1.201              |                    |                    |                    |                    |                    | Japanisch      | Hokkaidō Shimbun-sha                                                                                                 |
| Chutian Metro Daily                        | Volksrepublik China    | 1.200              | n.a.               | 1.200              | 1.190              | 1.083              | 1.070              | Chinesisch     | |
| Thai Rath ไทยรัฐ                            | Thailand               | 1.200              |                    |                    |                    |                    |                    | Thai           | |
| New Express                                | Volksrepublik China    | 1.132              |                    |                    |                    |                    |                    | Chinesisch     | |
| Punjab Kesari                              | Indien                 | 1.075              | 1.075              | 1.059              | 1.072              | 987                | 943                | Hindi          | |
| Qilu Wanbao                                | Volksrepublik China    | 1.050              |                    |                    |                    |                    |                    | Chinesisch     | |
| Global Times                               | Volksrepublik China    | 1.042              |                    |                    |                    |                    |                    | Chinesisch     | |
| Sports Hōchi スポーツ報知                  | Japan                  | 1.015              |                    |                    |                    |                    |                    | Japanisch      | Hōchi Shimbun-sha, Yomiuri Shimbun Tōkyō Honsha, Sports Hōchi Seibu Honsha                                           |
| Xinmin Wanbao (Shanghai)                   | Volksrepublik China    | 1.010              | n.a.               | 910                | 989                | 1.000              | 1.010              | Chinesisch     | Wenhui–Xinmin United Press Group                                                                                     |
| Kōbe Shimbun 神戸新聞                      | Japan                  | 999                |                    |                    |                    |                    |                    | Japanisch      | Kōbe Shimbun-sha |
| Yanzhao Metro Daily                        | Volksrepublik China    | 995                |                    |                    |                    |                    |                    | Chinesisch     | |
| JoongAng Ilbo 중앙일보                     | Südkorea               | 983                | 917                | 944                | 983                | n.a.               | n.a.               | Koreanisch     | Joongang Media Network                                                                                               |
| Metro Express                              | Volksrepublik China    | 950                |                    |                    |                    |                    |                    | Chinesisch     | |
| Kronen Zeitung                             | Österreich             | 949                | 846                | 857                | 929                | 930                | 949                | Deutsch        | |
| Jinri Wanbao                               | Volksrepublik China    | 910                |                    |                    |                    |                    |                    | Chinesisch     | |
| Daily News                                 | Thailand               | 900                |                    |                    |                    |                    |                    | Thai           | |
| Al-Ahram                                   | Ägypten                | 900                |                    |                    |                    |                    |                    | Arabisch       | |
| Peninsula City News                        | Volksrepublik China    | 900                |                    |                    |                    |                    |                    | Chinesisch     | |
| ZAMAN Gazetesi                             | Türkei                 | 889                | n.a.               | 889                | 774                | 727                | 753                | Türkisch       | Ali Akbulut |
| Dong-a Ilbo 동아일보                       | Südkorea               | 867                | 753                | 750                | 867                | n.a.               | n.a.               | Koreanisch     | DongA Ilbo Co. |
| Dinamalar                                  | Indien                 | 865                | 865                | 838                | 722                | 681                | 611                | Tamil          | |
| Nanfang Ribao                              | Volksrepublik China    | 850                |                    |                    |                    |                    |                    | Chinesisch     | |
| Wuhan Wanbao                               | Volksrepublik China    | 850                |                    |                    |                    |                    |                    | Chinesisch     | |
| Nishinippon Shimbun 西日本新聞             | Japan                  | 849                |                    |                    |                    |                    |                    | Japanisch      | Nishinippon Shimbun-sha                                                                                              |
| Daily Telegraph                            | Vereinigtes Königreich | 846                | 571                | 621                | 673                | 786                | 846                | Englisch       | |
| Divya Bhaskar                              | Indien                 | 840                |                    |                    |                    |                    |                    | Gujarati       | |
| Daily Star                                 | Vereinigtes Königreich | 836                | 596                | 689                | 810                | 836                | 727                | Englisch       | |
| Dahe Daily                                 | Volksrepublik China    | 830                |                    |                    |                    |                    |                    | Chinesisch     | |
| Liaoshen Wanbao                            | Volksrepublik China    | 826                |                    |                    |                    |                    |                    | Chinesisch     | |
| Chunichi Sports                            | Japan                  | 808                |                    |                    |                    |                    |                    | Japanisch      | |
| AJ                                         | Indien                 | 801                | 639                | 801                | 799                | 743                | 744                | Hindi          | |
| Jang                                       | Pakistan               | 800                |                    |                    |                    |                    |                    | Urdu           | |
| Kom Chad Luek                              | Thailand               | 800                |                    |                    |                    |                    |                    | Thai           | |
| Western China City News                    | Volksrepublik China    | 800                |                    |                    |                    |                    |                    | Chinesisch     | |
| Al Gomhuriya                               | Ägypten                | 800                |                    |                    |                    |                    |                    | Arabisch       | |
| Modern Express                             | Volksrepublik China    | 790                |                    |                    |                    |                    |                    | Chinesisch     | |
| Beijing Youth Daily                        | Volksrepublik China    | 789                | n.a.               | 681                | 721                | 751                | 789                | Chinesisch     | |
| Ouest-France                               | Frankreich             | 789                |                    |                    |                    |                    |                    | Französisch    | |
| Los Angeles Times                          | Vereinigte Staaten     | 780                | 617                |                    |                    |                    |                    | Englisch       | |
| Pudhari                                    | Indien                 | 744                | 722                | 744                | n.a.               | 457                | 500                | Marathi        | |
| Daily Express                              | Vereinigtes Königreich | 739                | 561                | 621                | 659                | 716                | 739                | Englisch       | |
| Komsomolskaja Prawda Комсомо́льская пра́вда  | Russland               | 735                |                    |                    |                    |                    |                    | Russisch       | |
| Shizuoka Shimbun 静岡新聞                  | Japan                  | 718                |                    |                    |                    |                    |                    | Japanisch      | Shizuoka Shimbun-sha                                                                                                 |
| Chūgoku Shimbun 中国新聞                   | Japan                  | 718                |                    |                    |                    |                    |                    | Japanisch      | Chūgoku Shimbun-sha                                                                                                  |
| Liberty Times 自由时报                     | Taiwan                 | 700                | 638                | 651                | 667                | 681                | 700                | Chinesisch     | |
| Moskowski Komsomolez Московский комсомолец | Russland               | 700                |                    |                    |                    |                    |                    | Russisch       | |
| Rakyat Merdeka                             | Indonesien             | 700                |                    |                    |                    |                    |                    | Indonesisch    | |
| Hankook Ilbo 한국일보                      | Südkorea               | 700                |                    |                    |                    |                    |                    | Koreanisch     | |
| Jinling Wanbao                             | Volksrepublik China    | 700                |                    |                    |                    |                    |                    | Chinesisch     | |
| De Telegraaf                               | Niederlande            | 696                | 583                | 619                | 649                | 672                | 696                | Niederländisch | |
| Navabharat Times                           | Indien                 | 676                | 676                | 599                | 580                | 531                | 546                | Hindi          | |
| New York Post                              | Vereinigte Staaten     | 667                | 555                |                    |                    |                    |                    | Englisch       | |
| Khao Sod                                   | Thailand               | 650                |                    |                    |                    |                    |                    | Thai           | |
| The Washington Post                        | Vereinigte Staaten     | 648                | 508                | 529                | 562                | 624                | 648                | Englisch       | |
| Maeil Economic Daily                       | Südkorea               | 622                | 555                | 580                | 622                | n.a.               | n.a.               | Koreanisch     | |
| Corriere della Sera                        | Italien                | 620                | n.a.               | n.a.               | 490                | 539                | 620                | Italienisch    | |
| Economic Times                             | Indien                 | 620                |                    |                    |                    |                    |                    | Englisch       | Bennett, Coleman & Co. Ltd.                                                                                          |
| La Repubblica                              | Italien                | 556                | n.a.               | n.a.               | 449                | 485                | 556                | Italienisch    | |